# 阿斯普罗蒙特山区圣阿莱西奥
阿斯普罗蒙特山区圣阿莱西奥（義大利語：Sant'Alessio in Aspromonte）是意大利雷焦卡拉布里亚省的一个市镇。总面积4平方公里，人口373人，人口密度93.3人/平方公里（2009年）。ISTAT代码为080080。